# Dănduț
Dănduț falu Romániában, Erdélyben, Fehér megyében.

## Fekvése
Vârşi közelében fekvő település.

## Története
Dănduţ korában Vârşi része volt. 1956 körül vált külön településsé 173 lakossal. 1966-ban 163, 1977-ben 149, 1992-ben 116, a 2002-es népszámláláskor 89 román lakosa volt.